# Thelcticopis klossi
Thelcticopis klossi là một loài nhện trong họ Sparassidae.
Loài này thuộc chi Thelcticopis. Thelcticopis klossi được Eduard Reimoser miêu tả năm 1929.